# Kliteh
Kliteh is een bestuurslaag in het regentschap Bojonegoro van de provincie Oost-Java, Indonesië. Kliteh telt 1158 inwoners (volkstelling 2010).